# العملية العسكرية الإسرائيلية في شمال الضفة الغربية 2024

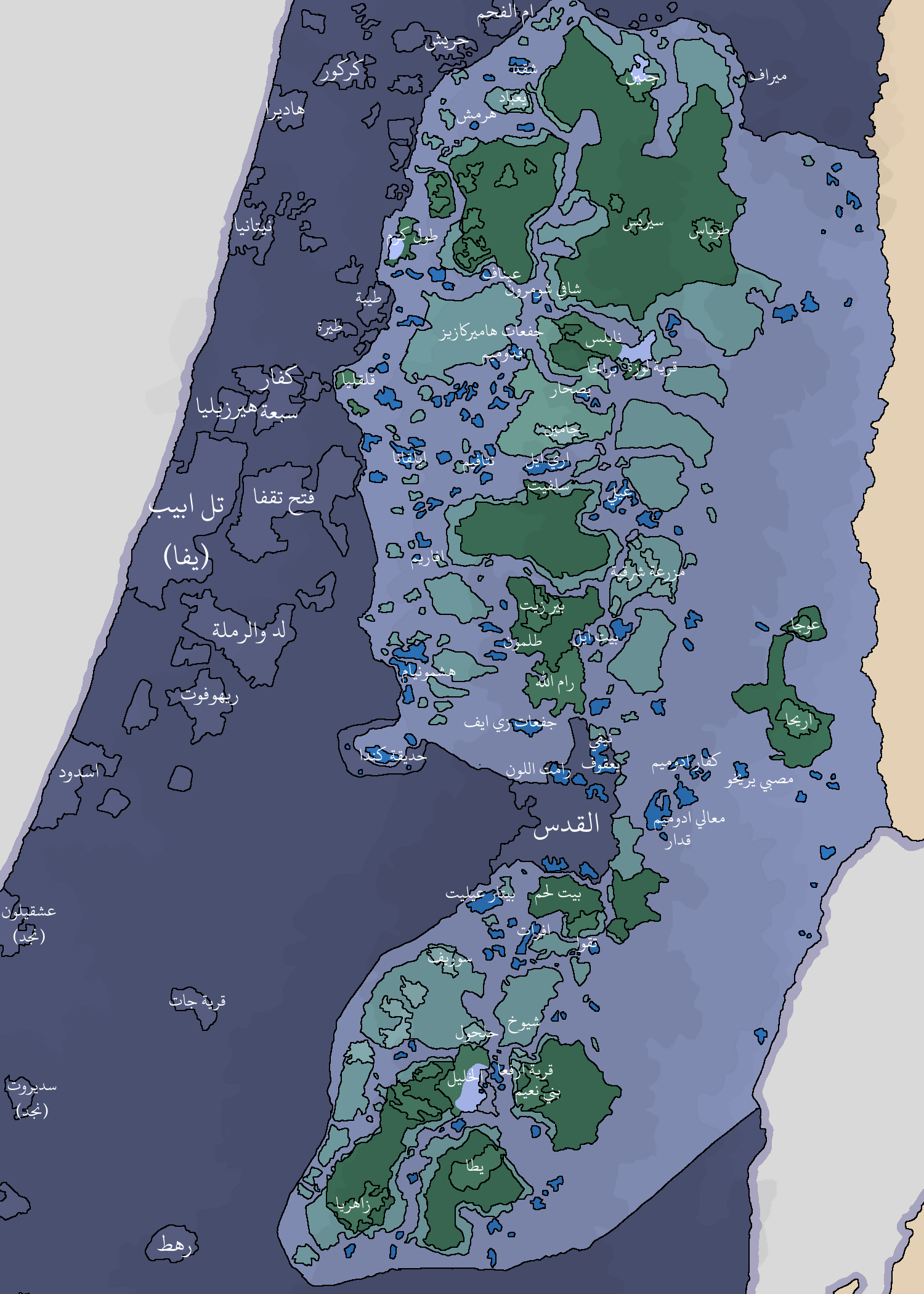
خريطة الضفة الغربية، تظهر التوغلات الإسرائيلية الأخيرة باللون الأزرق الفاتح

أعلنت إسرائيل في الساعات الأولى من يوم 28 آب/أغسطس 2024 بدء عملية عسكرية واسعة النطاق في مناطق شمال الضفة الغربية وتحديدًا في ثلاث مدن (وخاصة مخيَّماتها): جنين، طولكرم وطوباس. سمَّت إسرائيل هذه العمليَّة باسمِ المخيمات الصيفيَّة فيما سمَّتها فصائل المقاومة بالضفَّة وتحديدًا سرايا القدس رعب المخيَّمات. تُعتبر هذه العملية الإسرائيليَّة هي الأوسع والأكبر منذ عملية السور الواقي في عام 2002 وجرى فيها بحسبِ صحيفة يديعوت أحرونوت استدعاء ما يمثِّل فرقة عسكرية كاملة وذلك بعد الاستعداد لها لعدَّة أسابيع. من جهتها أكَّدت القناة 14 العبريّة أنَّ الجيش استنفر آلاف الجنود من وحدات خاصة عديدة استعدادًا للعملية الواسعة وشملت استعمالًا للمروحيات العسكريّة والأسلحة الثقيلة بصفة عامّة.
بدأت العمليّة من خلال اقتحامٍ إسرائيلي متزامنٍ للمدن الثلاث، مستعينةً بالجرافات الضخمة والغطاء الجوي في السماء. أغلقت قوات الاحتلال الإسرائيلي كلّ الطرق المؤدية إلى مدينتي طولكرم وجنين لكنها واجهت اشتباكات مسلّحة من المقاومين الذين حاولوا التصدّي ومنع القوات المحتلَّة من التعمّق أكثر. على وقعِ الاشتباكات المسلّحة على الأرض، لجأت إسرائيل لسلاحِ الطيران فقصفت عبر مسيّراتها الحربيّة ثلاث مواقع مختلفة في كلٍ من مخيم الفارعة (طوباس)، ومخيم نور شمس (طولكرم) ثمّ موقعًا قريبًا من مخيم جنين (جنين) ما تسبَّب في مقتل عددٍ من المقاومين وجُرح آخرين. انتهى اليوم الأول على وقعِ اغتيال إسرائيل لـ 9 مقاومين أغلبهم من سرايا القدس وكتائب القسّام مقابل إصابة جندي إسرائيلي وسطَ دمار هائلٍ طال البنية التحتيّة لعددٍ من المدن المستهدفة.
كثّفت إسرائيل في اليوم الثاني والثالث للعمليّة من اغتيالاتها للمقاومين والقادة الميدانيين خلال الاشتباكات العنيفة فقتلت خمس مقاومين في مخيّم نور شمس يوم 29 أغسطس بينهم قائد كتيبة طولكرم أبو شجاع، ثم اغتالت في اليوم الموالي ثلاث مقاومين في مدينة جنين بينهم وسام خازم الذي تعتبره إسرائيل قائد حماس في المدينة. صعَّدت فصائل المقاومة من جهتها في اليومين الرابع والخامس من عمليّاتها وفاجأت إسرائيل عبر الضربِ من جنوب الضفّة هذه المرة (الخليل تحديدًا) من خلال عمليّة مزدوجة على مقربة من مستوطنتي كرمي تسور وغوش عتصيون ما تسبَّب في إصابة 4 جنود إسرائيليين أحدهم هو قائد لواء غوش عتصيون بينما قُتل المنفذان في موقع العمليّتان، كما نفذت الفصائل كمينًا نوعيًا داخل جنين قتلت فيه رقيبًا أول فضلًا عن عمليّة أكبر في الخليل مجددًا صباح الأول من أيلول/سبتمبر والتي قُتل فيها 3 من عناصر الشرطة الإسرائيليّة في استهدافٍ مباشرٍ لسيّارتهم ثم انسحبَ المنفذ(ون) لمكانٍ ما.

## الخط الزمني

### البداية (28 أغسطس)
تسلل الوحدات الخاصّة
بُعيد الثانية عشر صباحًا من يوم الـ 28 من آب/أغسطس سُمعت دوي اشتباكات عنيفة بين مقاومين وجيش الاحتلال في عددٍ من المخيّمات شمال الضفة الغربية وذلك عقب تسلل وحدات خاصّة. تركّزت الاشتباكات في البداية في كل من جنين وطولكرم، حيث فرضت القوات الإسرائيليّة المقتحِمة حصارًا على كل المستشفيات الفلسطينية في المدينتين. أسفرت الاشتباكات الأوليّة عن مقتل مقاومٍ فلسطيني أُصيبَ برصاص الاحتلال في محيط مستشفى خليل سليمان الحكومي في جنين عدى عن إصابة 3 آخرين إصابات متفاوتة الخطورة. سرعان ما تصاعد الوضع في الدقائق المواليّة، حيث بدأت فصائل المقاومة في الضفة في تفجير العبوات الناسفة بالآليات المقتحمة. الاقتحام الإسرائيلي هذه المرة كان ضخمًا وجرى استهداف عشرات البلدات والمدن في توقيتٍ متزامن.
الإعلان الرسمي
نشر الجيش الإسرائيلي بُعيد الواحدة صباحًا بيانًا أعلن فيه بدء ما سمَّاها «عملية عسكرية واسعة تستهدفُ المسلحين في جنين وطولكرم بالضفة الغربية»، فيما رجَّحت وسائل إعلام عبريّة أن العملية ستطالُ مناطق أخرى من الضفة وهو ما كان. كان ملحوظًا مشاركة وحدات مختلفة من الجيش في هذه العمليّة الضخمة، وبدعمٍ من مروحيات عسكريّة ومقاتلات وطائرات مسيرة فضلًا عن مشاركة جهاز الشاباك وقوات المستعربين (وحدة دوفدفان).
تصاعد حدّة الاشتباكات
تصاعدت حدّة الاشتباكات مع مرور الوقت ثم أعلنت وزارة الصحة الفلسطينية عن مقتل فلسطيني ثاني خلال الهجوم الإسرائيلي على جنين. امتدَّ الاقتحام الإسرائيلي ليشمل قريتي سالم (شرق نابلس) وقصرة (جنوب نابلس) وكل ذلك في توقيتٍ متزامن على عكس الاقتحامات والهجمات السابقة والتي كان يجري فيها استهداف منطقة أو بلدة أو مخيّم بشكل منفرد دون الهجوم على باقي المناطق في ذاتِ الوقت.
أعلنت كتائب القسام أنّ مقاوميها يخوضون رفقة إخوانهم في الأذرع العسكرية لفصائل المقاومة اشتباكات عنيفة مع قوات الاحتلال، وأن الكتائب تقفُ خلف عددٍ من العبوات التي نسفت مركبات وآليات جيش الاحتلال، كما نشرت كتائب شهداء الأقصى عدة بيانات حول انخراط مقاتليها والمقاومين في صفوفها في عمليات التصدي للقوات المهاجِمة، ونفس الأمر بالنسبة لسرايا القُدس.
استمرَّ حصار القوات الإسرائيليّة لكافّة المستشفيات في مدينة جنين مانعةً طواقم الإسعاف من الحركة في محاولة منها لاغتيال أو اعتقال المقاومين الذي يجري نقلهم للمستشفيات من أجل العلاج خلال التصدي للقوات المحتلَّة. بالتزامنِ مع هذا فقد وسَّع الجيش الإسرائيلي من نطاق اقتحاماته فدخل بعض البلدات في الخليل (جنوب الضفّة) لكن الوزن والثقل العملياتي كان في الشمال حيث واصل هناك اقتحام بلدات أخرى مثل قباطية. صوَّر فلسطينيون عبر هواتفهم أصوات الاشتباكات العنيفة بالرصاص في مدينة ومخيم جنين وبلدتي سيلة الحارثية وقباطية فضلًا عن طوباس ومخيم الفارعة ومدينة طولكرم ومخيم نور شمس كما وثَّقت مقاطع أخرى عبوات وهي تنسف بعضًا من آليات الجيش المدرعة.
القصف الجوي
التطوّر الأول خلال هذه الهجمة الإسرائيليّة حصل قُبيل الرابعة صباحًا بقليل لمّا قصف جيش الاحتلال عبر طائرة مسيّرة حربية موقعُا داخل مخيم الفارة، وصلت طواقم الإسعاف بصعوبة لعينِ المكان المستهدف في ظلّ محاولاتها تجنّب القوات الإسرائيليّة المتوغّلة والتي تمنع سيارات الإسعاف من الحركة، وأعلنت مقتل فلسطيني مع إصابة 3 آخرين ثم ارتفعَ العدد في وقتٍ لاحقٍ إلى اثنين. بعد القصف الأول بنصف ساعة، قصفت إسرائيل مجددًا في داخل الضفة وهذه المرّة داخل مخيم نور شمس ما تسبَّب في وقوعِ إصابات مع نجاة المستهدفين. قبل الخامسة صباحًا بقليل عاودت إسرائيل الاعتماد على الطيران المسيّر فقصفت سيّارة كانت تُقلُّ مقاومين بين قريتي صير والمسلية جنوبي جنين ما تسبَّب في مقتل الثلاثة جميعًا.
الحصار الكامل للمدن الثلاثة
مع بزوغ الشمس كثَّف جيش الاحتلال من الطلعات الجويّة عبر المقاتلات الحربيّة والمسيرات وكل ذلك لتوفير غطاء للقوات البرية التي عملت على فرض حصارٍ كاملٍ على كلٍ من جنين وطوباس وطولكرم عازلةً المدن الثلاثة عن باقي المحيط. رغم الحصار الإسرائيلي الكامل فقد استمرَّ المقاومون في توجيه ضرباتٍ لجيش الاحتلال، حيث أعلنت كتيبة طولكرم في تمام الثامنة صباحًا استهداف مقاتليها لقناصة إسرائيليين تحصّنوا في منزلٍ بمخيم نور شمس بالرصاص محققة إصابات، كما سُمعت بحسبِ مراسل قناة الجزيرة سلسلةٌ من الانفجارات في جنين والناجمة عن تفجير عبوات ناسفة. أعلن جيش الاحتلال في بيانٍ تحديثي مع انتصافِ اليوم تمكّنه من اعتقال مطلوبين خلال العملية العسكرية كما أعلن عثوره على وسائل قتالية وعسكرية. تبنّى الجيش في بيانه أيضًا اغتيال عددٍ من المقاومين عبر قوة من المستعربين تابعة لحرس الحدود.
| يجبُ التعامل مع التهديد في الضفة مثل غزة، وتنفيذ إخلاءٍ مؤقتٍ للسكان فهذه حربٌ على كل شيء. |
| —وزير الخارجية الإسرائيلي عقبَ العملية العسكرية الكبيرة في مدن الضفة.                   |

كان لافتًا تركيز القوات الإسرائيليّة على تخريب البنية التحتيّة لمدينة جنين بزعم البحث عن عبوات ناسفة، بل وصل الأمر حدّ فرض حصارٍ كاملٍ حول مستشفى ابن سينا من خلال إغلاق كامل الطرق المؤدية له عبر سواتر ترابية. الهلال الأحمر الفلسطيني من جهته قالَ إنّ قوات الاحتلال اقتحمت مركزًا تابعًا له في مخيم الفارعة واحتجزت طواقم الإسعاف، فضلًا عن التضييقات التي طالت عملهم وحركاتهم. بعد تصريحات وزير الخارجيّة ومسؤولون إسرائيليون آخرون بخصوص موضوع الإخلاء (التهجير)، خرجَ المتحدث العسكري الإسرائيلي ليقول إنّ الجيش لم يُصدر أي تعليماتٍ لسكان نور شمس بالإخلاء لكنه لمَّح إلى أنّ من يُريد بإمكانه فعل ذلك.
الاشتباكات مساءً
نعت القسّام مساء اليوم 3 من مجاهديها والذين اغتالهم جيش الاحتلال في جنين أثناء التصدي للاقتحام متوعدةً أنّ «المحتَل الذي يُحاول واهمًا كسر حالة المقاومة في شمال الضفة سيتفاجأ بالموت والرد القادم من جنوب ووسط الضفة». استمرَّت الاشتباكات مساءً ولم تهدأ مطلقًا منذ منتصفِ الليل، شهد مخيّم جنين الاشتباكات الأعنف كما شهد مخيم نور شمس (في طولكرم) اشتباكاتٌ أخرى متقطّعة وعنيفة أيضًا. حاولت إسرائيل في نحو السابعة مساءً اغتيال مجموعة من المقاومين في الحي الشرقي لجنين عبر تحرّك تكتيكي مباغت لكنّ المقاومين نجوا من العمليّة وغادروا صوبَ مواقع أخرى للتحصن، ثم بدؤوا هجومًا مضادًا عبر استهداف مبنى تحصَّن بداخله جنود إسرائيليون ونجى الإسرائيليون كذلك. أخرجت قوات الاحتلال عددًا من الفلسطينيين من منازلهم في جنين، ثم اعتلى القنّاصة أسطح تلك المنازل كما دوهمت عددٌ من المنازل الأخرى في مخيم نور شمس وحُوِّلت بعضها إلى مراكز اعتقال وتحقيق. لم يكتفِ جيش الاحتلال بهذا بل وثَّق مراسل الجزيرة اعتداء جنود على فلسطينيين بنفس المخيّم في طولكرم عبر ضربهم ثمّ اعتقلت بعضهم مرحّلةً إياهم صوبَ الداخل المحتل لاستكمالِ التحقيق قبل أن تُفرج عنهم في وقتٍ لاحق. أكّد نادي الأسير وهيئة شؤون الأسرى أنّ الاحتلال ارتكب انتهاكات بحق مواطنين وبدت عليهم آثار التعذيب مباشرةً بعد الإفراج عنهم.

### تصاعد المواجهات (29 أغسطس)
اغتيالات مخيم نور شمس

محمّد جابر (أبو شجاع) في صورة سابقة حاملًا بندقيته الهجوميّة ومرتديًا سترة واقيّة للرصاص مع عصبة كتيبة طولكرم (سرايا القُدس).

تصاعدت في اليوم الثاني للعمليّة حدة الاشتباكات بين قوات الاحتلال والمقاومين في مخيم نور شمس التي اعترف فيها الجيش الإسرائيلي بضراوة القتال معلنًا إصابة جندي بجروح دون مزيدٍ من التفاصيل. الحدث الأكبر لهذا اليوم حصل فجرًا لمّا اندلعت اشتباكاتٌ عنيفة جدًا بين مجموعة من المقاومين ووحدات خاصّة من الجيش الإسرائيلي ثم تمكّنت الأخيرة من قتل 5 مقاومين تحصّنوا داخل أحد المساجد في مخيم نور شمس. نشر الجيش الإسرائيلي بيانًا أعلن فيه خبر اغتياله للمقاومين الخمسة وأكّد أن من ضمنهم محمد جابر المعروف أكثر باسمِ أبو شجاع وهو قائد كتيبة طولكرم ومطارَد لدى تل أبيب منذ سنتين تقريبًا. انتشرت على الإنترنت صورة لمحمّد مدرجًا ببعض الدماء على رأسه وذلك بُعيد اغتياله من قِبل الوحدات الإسرائيليّة الخاصة. أعلنت كتيبة طولكرم (وهي كتيبة تتبعُ لسرايا القدس) أنها وفي ردٍّ أولي على اغتيال قائدها، أوقعت قوة مشاة في كمين بمحور المنشية وحققت إصابات لكنّ الجيش الإسرائيلي لم يتحدث عن إصابات جديدة في صفوفه. نعت الجهاد الإسلامي القيادي الميداني البارز محمد جابر وعددا من إخوانه بالكتيبة، كما نعته حماس مؤكّدة أن استمرار العدوان على الضفة لن يكسر الشعب والمقاومة. جديرٌ بالذكرِ هنا أنّ إسرائيل حاولت اغتيال أبو شجاع في 4 مرات سابقة وفشلت فيها جميعها، كما أنه وعلى صغر سنّه (26 سنة) فقد قضى في سجون الاحتلال 5 سنوات.
الانسحاب من بعض المواقع والتركيز على أخرى
بدأت قوات الاحتلال الإسرائيلي في اليوم الثاني للعمليّة الانسحابِ من بعض المواقع بما في ذلك مخيم الفارعة في طوباس والذي تعرَّض لدمارٍ كبيرٍ تكشَّف بعد الانسحاب، أما في جنين فقد ظلَّ الوضع على ما هو عليه بل إنّ شركة الاتصالات الفلسطينية أعلنت توقف خدماتها في كامل محافظة جنين بسبب تضرر معداتها نتيجة العمليات الإسرائيلية. عزّزت إسرائيل من قواتها المتمركزة في كلٍ من جنين وطولكرم مضاعفةً من حملات المداهمة والاستجواب والاعتقال كما دفعت خلال ساعات المساء بتعزيزات إضافيّة صوبَ المدينتَين. من جهتها كثفت المقاومة من عبواتها الناسفة فتحدثت سرايا القُدس عن دخول المعركة التي سمَّتها «رعب المخيّمات» مرحلتها الثانيّة والتي سيجري فيها استغلال الأرض من أجل توجيه مزيدٍ من الضربات الصعبة والقاسية للقوات المحتلّة، أما القسام فقد قدّمت في بيانٍ لها حصيلة أوليّة عن عدد العبوات الناسفة التي فجّرتها في القوات الإسرائيلية والتي وصل عددها لعشرة. أبرز عمليّة للمقاومة كانت في الحارة الشرقية حين انفجرت عددٌ من العبوات الناسفة المعدة مسبقًا بآليات الاحتلال وتقول فصائل المقاومة وعلى رأسها القسّام إنّ هذه العملية أسفرت عن مقتل جندي إسرائيلي وإصابة آخرين بينما لم تُعلّق إسرائيل عن هذه الأنباء. انتهى اليوم الثاني على وقع عددٍ من الاغتيالات الجديدة (الصباحيّة)، وهو ما رفعَ حصيلة الضحايا بحسبِ المصادر الطبيّة إلى 17 فلسطينيًا في مختلفِ مدن ومخيمات الضفة الغربية.

### المزيد من الاغتيالات (30 أغسطس)

القيادي الميداني في حماس وسام خازم مرتديًا عصبة كتائب القسّام والذي اغتالته إسرائيل عبر ضربة جويّة خلال اشتباكاتٍ له مع قوّة خاصة في الأرض صباح الـ 30 من آب/أغسطس 2024.

شهد اليوم الثالث بعض الانخفاض في وتيرة العمليات الإسرائيليّة في المحافظات الشماليّة للضفة لسويعاتٍ قليلة فحسب ثمّ عادت الاشتباكات المسلّحة لتستعرّ بين الفينة والأخرى، وخاصة بعد الفجر حينما سُمع دوي الرصاص في أكثر من محور من محاور مدينة جنين. حاولت قواتُ الاحتلال محاصَرة موقعٍ داخل بلدة الزبابدة شرق جنين وهناك اندلعت اشتباكاتٌ بينها وبين المقاومين قبل أن يتدخل سلاح الجو عبر الطيران المسيّر منفذًا غارة عنيفة على سيارة كانت تضمّ المقاومين المشتبكين ما تسبَّب في اشتعال النيران في كامل السيارة. سارعَ الجيش الإسرائيلي للإعلان عن العمليّة واصفًا ما قصفه بـ «خليّة مسلحة» اشتبكت مع الجنود على الأرض، ونشر مقطع فيديو يوثّق استهداف المسيّرة الحربية للمقاومين خلال الاشتباكات مع الجنود. منعَ جيش الاحتلال طواقم الهلال الأحمر الفلسطيني من الوصول إلى موقع القصف وهو إجراء درجَت عليه إسرائيل حين تختطفُ الجثامين. تبيَّن لاحقًا أنّ إسرائيل اغتالت خلال هذه العمليّة 3 مقاومين وذلك عقبَ بيانات النعي التي نشرتها الفصائل، حيث نعت كتائب شهداء الأقصى المقاوِم ميسرة مشارقة في بيانٍ لها قائلةً إنه أحد أبرز قادتها الميدانيين بجنين، كما نعت القسام قائدها الميداني وسام خازم الذي تعتبره إسرائيل قائد حركة حماس في جنين، فيما نعت السرايا قائدها الميداني عرفات العامر. كان لافتًا اتحاد الفصائل المقاوِمة في وجه الاحتلال الإسرائيلي وتبنّيها لفكرة الكفاح المسلّح في وجه المحتلّ، وذلك على عكس الفصائل السياسيّة وخاصة فتح التي سلكت طريقًا مغايرًا وتسبَّب لها في الكثير من الانتقادات حتى أنّ ذراعها العسكري كتائب شهداء الأقصى صارت مع مرور السنين كتيبة مستقلّة بذاتها ولا تخضع لإمرة الحركة بسبب الخلافات بينها وبين فتح (الحركة الأم) في الرؤى وفي الكفاح ومعارضة أيّ شكلٍ من أشكال التطبيع مع المحتلّ بما في ذلك التنسيق الأمني.

### الرد من جنوب الضفة (31 أغسطس)
عملية مزدوجة في مستوطنتين على مقربة من الخليل
سُمع قبيل الثانية عشر صباحًا بقليل من يوم الـ 30 من أغسطس دوي انفجارٍ قوي بالقرب من مجمعٍ تجاري في مستوطنة غوش عتصيون الواقعةِ جنوبًا من بيت لحم، وما هي إلّا دقائق حتى سُمعت أصوات إطلاق نارٍ داخل أو على مشارف مستوطنة كرمي تسور الواقعة على مقربةٍ من الخليل. سارع جيش الاحتلال الإسرائيلي للدفعِ بتعزيزات عسكريّة كبيرة صوبَ المستوطنتين وسط اشتباهٍ بوجود علاقة بين الاشتباكات في مستوطنة كرمي وانفجار السيارة في غوش عتصيون. أسفرت العمليتين عن إصابة شخصين اثنين في الحدث الأول ومثلهما في الثاني، بينما قال مراسل صحيفة يديعوت أحرونوت إن الجيش قتل المهاجِم الذي أطلقَ النار نحو مستوطنة كرمي. أظهرت التحقيقات الإسرائيليّة الأولية أنّ انفجار السيارة المفخَّخة بغوش عتصيون كان لاستدراج الجنود وفور وصولهم أطلق المهاجم النار فأصاب اثنين بينهم قائد لواء غوش عتصيون ثم قُتل أثناء الاشتباك مع قوات الأمن، أما في الحدث الثاني المتزامن تقريبًا فقد دهس المنفذ المسلًّح حارس مستوطنة كرمي تسور ثم فتح النيران على جندي آخر فأصابَ الاثنين قبل أن يُقتل خلال الاشتباك مع وحدات الدعم التي طوّقت المكان من كل اتجاه في ظلِّ الاستنفار الأمني الكبير الحاصل. رجَّحت المصادر الأمنيّة أن المنفذان قادا سيارتين بشارع 60، ثم اتجه الأول لمحطة الوقود بينما اتجه الآخر نحو كرمي تسور. فُرض حصارٌ على مداخل مدينة الخليل عقبَ العمليتين في المنطقة المعروفة إسرائيليًا باسمِ غوش عتصيون، وذلك في ظلِّ العملية العسكريّة المستمرّة شمالًا في جنين وطولكرم وبشكل أقلّ في طوباس.
نشرت حماس بيانًا قالت فيه إنّ عملية غوش عتصيون ومستوطنة كرمي تسور المزدوجة رسالة بأن«المقاومة متواصلة ما دام عدوان الاحتلال مستمرًا»، مضيفةً «أنّ هذه العملية جاءت لتُؤكّد أن خزان المقاومة في الضفة سيفاجئ الاحتلال». اعتبرت الجبهة الشعبية لتحرير فلسطين هي الأخرى أنّ عملية غوش عتصيون المزدوجة تؤكد أن المقاومة في الضفة تتصاعد وتطور قدراتها وتعكسُ تناغمًا استراتيجيًا بين قوى المقاومة في جنوب وشمال الضفة. باركت حركة الجهاد الإسلامي من جهتها العملية المزدوجة التي وصفتا بالنوعيّة والتي نفذها مقاومون أبطال مضيفةً أنّ التضليل الإعلامي الذي تُمارسه إسرائيل بالتقليل من هذا الاختراق الأمني لا يغيّر بالواقع شيئا. أعلنَ جيش الاحتلال بعد مرور ساعات من الهجوم أنّ تحقيقه توصَّل إلى أنه كان هناك اتصالٌ وتنسيقٌ بين منفذي الهجوم المزدوج، وقد داهمَ منزليهما بعد التعرّف عليهما.
كمين حيّ الدمج

المقاوم في كاائب القسّام محمد حربوش (على اليمين) رفقة المقاوم في سرايا القدس أمجد القنيري اللذان نفذا كمين حيّ الدمج بقلبِ جنين في آخر يومٍ من أغسطس 2024 لمّا اشتبكا مع قوّة إسرائيليّة من مسافة الصفر فقتلا رقيبًا أول وجرحا ضابطًا آخر قبل أن يُقتلا برصاص مجنّدين آخرين كانوا في نفسِ المكان.

تواصلت الاشتباكات لليوم الرابع تواليًا بين قوات الاحتلال المقتحِمة وبين فصائل المقاومة وخاصة في جنين التي ركّز عليها الجيش الإسرائيلي محاولًا القضاء على جيوب المقاومة داخل المدينة ومخيّمها. شهدَ صباح اليوم اشتباكات عنيفة جدًا داخل حي الدمج حتى أنّ إسرائيل دفعت بمزيدٍ من التعزيزات العسكرية صوبَ الحيّ.
رُصدت وصُوّرت في العاشرة والنصف صباحًا تقريبًا مروحيات عسكرية إسرائيلية تحلق بكثافة في أجواء مخيم جنين وهي مروحيات من النوع الذي ينقل الجرحى والقتلى في صفوف جيش الاحتلال وهو ما كان حيث كشفت وسائل إعلام عبريّة نقلًا عن مصادر رسميّة من داخل الجيش مقتل جندي وإصابة آخرين في المعارك داخل شوارع وأزقّة جنين. سُمعت في الساعات القليلة اللاحقة أصوات انفجارات ناجمة على الأرجح عن عبوات ناسفة نسفت الآليات الإسرائيلية المتقدّمة وسط تحليق مروحيات على علو منخفض فيما استمرَّت التعزيزات العسكرية بالوصول من عدة محاور في محاولة لتشديد الحصار على كامل مدينة جنين. استعانت إسرائيل مجددًا بسلاحِ الطيران المسيّر عبر إلقاء قنابل من السماء.
نعت كتائب القسام المقاوِم القسامي محمد أبو الطلال حربوش والذي قالت إنّه ارتقى عقب تنفيذ كمين الدمج النوعي بمخيم جنين والذي أسفر عن مقتل جندي وإصابة آخر. اعترفَ الجيش الإسرائيلي بعد ساعات بمقتل الجندي فعلًا وقال إنّه رقيب أول بالكتيبة 906 فيما أُصيبَ ضابطٌ آخر بجروح خطيرة دون تقديم مزيدٍ من التفاصيل لكنّ صحيفة يديعوت أحرونوت كشفت أنّ الرقيب أول قُتل خلال مواجهة مع عناصر من القسّام في قلبِ جنين.

### اغتيال 3 مجنّدين إسرائيليين في الخليل (01 سبتمبر)
قبل الثامنة صباحًا اعترض مقاوم فلسطيني طريق سيّارة شرطة إسرائيلية عند حاجز ترقوميا غرب الخليل وفتح النيران على ركّابها من عناصر الشرطة وحرس الحدود. سرعان ما وصل الجيش لعينِ المكان رفقة طواقم الإسعاف التي أعلنت مقتل عنصر من الشرطة وآخر من حرس الحدود على الفور بينما أُصيب الثالث بإصابات حرجة للغاية وتوفيّ لاحقًا. دفعَ الجيش بتعزيزات إلى منطقة وقوع العملية وبدأ في إجراء عمليات بحث وتمشيط بهدف العثور على منفذ(ي) الهجوم المسلح. حاصر الجيش في غضون ساعاتٍ بلدة إذنا وفرض طوقًا أمنيًا عليها، ثم بعد 10 ساعاتٍ استطاعَ تطويق منزلٍ في الخليل قال الجيش إن منفذ العملية يتحصّن داخله. جرت اشتباكاتٌ في محيط المنزل بين المقاوِم وبين عناصر الوحدات الخاصّة التي استعانت بطائرات مسيّرة وكلاب بوليسيّة قبل أن تُعلن إسرائيل تمكّنها من اغتياله. قالت إذاعة الجيش الإسرائيلي إن الأخير يُحقّق مما إذا كان منفذ الهجوم اليوم عنصرًا ضمن الحرس الرئاسي الفلسطيني وهو ما كان، حيث أبلغت سلطات الاحتلال في وقتٍ لاحقٍ الارتباط الفلسطيني  قتلها منفذ عملية الخليل معلنةً أنّه مهند العسود من سكان بلدة إذنا وقد كان عنصرًا في جهاز حرس الرئيس الفلسطيني واستقال عام 2015. نشرت القسام في وقتٍ لاحقٍ بيانًا تبنَّت فيه مسؤوليتها الكاملة عن عمليتي غوش عتصيون وكرمي تسور قرب مدينة الخليل لكنّ اللافت في البيان كان قولها إنّها تُخبئ مفاجآت مؤلمة للمحتل وآخرها عملية ترقوميا التي نفذها مهند محمود العسود.

### انخفاض وتيرة المواجهات (2 سبتمبر)
انخفضت وتيرة الإشتباكات يوم الثاني من أيلول/سبتمبر بين قوات الاحتلال المهاجِمة والمقتحمة وبين فصائل المقاومة في الضفّة. أبرز ما حصل اليوم كان عثور الاحتلال على سيارة مفخخة عند مدخل مستوطنة عطروت على مقربةٍ من مدينة القُدس وعملت على تفكيكها والبحث أكثر في القضيّة. استغلّت إسرائيل حالة الهدوء لمحاولة تثبيت المواقع التي تمركزت فيها خلال الأيام القليلة الماضيّة، كما واصلت هدم البنية التحتية وتجريف الشوارع وخاصّة في مدينة جنين فيما بدى انتقامًا حقيقيًا وقاسيًا من الحاضنة الشعبيّة التي تحتضن المقاومة وتدعم المقاومين بطرق شتّى. لم تكتفِ إسرائيل بعمليات التجريف والهدم بحقّ الطرقات فحسب، بل وصلت للمنازل مكرّرة نفس ما فعلته في غزة حيثُ فجّر الاحتلال في نحو السادسة مساءً منازل سكنية وسط مخيم جنين وخاصة في شارع الدمج الذي شهدَ كمينًا نوعيًا قبل يومين قُتل فيه رقيب أول إسرائيلي وأُصيب ضابط آخر.
الانسحاب من جنين (6 سبتمبر)
أعلن جيش الاحتلال الإسرائيلي فجر الجمعة 6 سبتمبر انسحابه من جنين بعد 10 أيام من غزوها.

## تدمير البنية التحتية
يتعمّد الاحتلال الإسرائيلي كلما شنَّ عملياتٍ ضد المقاومة في الضفة الغربيّة (والحال نفسه في قطاع غزة) تدمير البنية التحتية بالكامل عبرَ تجريف الطرقات بذريعة وجود عبوات ناسفة كما يُدمّر أنابيب المياه والصرف الصحّي ويصل الأمر إلى قطع شبكة الإنترنت عبر تدمير الكيبلات وغير ذلك من المعدات الفنية والتقنيّة. أوعز رئيس الوزراء الفلسطيني محمد مصطفى لكافة جهات الاختصاص الفلسطينية بتعزيز تدخلاتها الطارئة.

## الضحايا
يضمُ الجدول التالي قائمة بالفلسطينيين الذين اغتالهم جيشُ الاحتلال الإسرائيلي خلال عمليّته العسكرية التي استهدفت مدن وبلدات شمال الضفة الغربيّة. تضمُّ القائمة الاسم مع العُمر (لو توفّر) ثم مكان الاغيال مع معلومات إضافيّة أخرى.
الجدول مقسّمٌ حسبَ أيام العمليّة، ويضمُّ قبل الاسم شعار الحركة التي ينتمي لها المقاوِم (كتائب القسام، سرايا القُدس، كتائب شهداء الأقصى) أما المدنيين الذين لا ينتمون لأيّ حركة فلا يُوضع قبل اسمهم أيّ شعارٍ أو علم.
فلسطين
| الاسم                      | مكان الاغتيال      | معلومات إضافيّة |                    |
| 28 أغسطس 2024 (10)         | 28 أغسطس 2024 (10) | 28 أغسطس 2024 (10) | 28 أغسطس 2024 (10) |
| -------------------------- | ------------------ | --- | ------------------ |
| عاصم ضبايا                 | مخيم جنين          | اغتالت إسرائيل عاصم (42 سنة) خلال محاصرتها واستهدافها لكل من يتحرّك داخل مخيم جنين. عاصم لم يكن منخرطًا في صفوفِ أيّ من فصائل المقاومة بالضفّة، ومع ذلك فقد تعمَّد الجنود الإسرائيليون قتله. |                    |
| قسام جبارين                | جنين               | اغتالت وحداتٌ خاصّة من جيش الاحتلال الشاب الفلسطيني قسّام (26 سنة) والذي يُكنّى أبو الباسم في مدينة جنين. كان قسّام من القادة الميدانيين في كتيبة جنين وهو شقيق المقاوِم أدهم جبارين الذي اغتالته إسرائيل قبل عامٍ ونصف خلال اشتباكات مسلّحة مباشِرة رفض فيها أدهم تسليم نفسه وقاتل حتى اللحظة الأخيرة.                                                  |                    |
| أحمد صالح نبريصي           | مخيم الفارعة       | ينحدرُ الطفل أحمد نبريصي من مخيم الفارعة وقد اغتيلَ فيه خلال قصفٍ إسرائيلي طال المخيّم في اليوم الأول من العملية العسكرية. |                    |
| سعيد الوهدان               | جنين               | هاجمت إسرائيل عبر الطيران الحربي المسيّر سيارة كانت تقلُّ 4 مقاومين فقتلتهم جميعًا بعدما تدمَّرت السيارة بالكامل جرّاء الصاروخ العنيف الذي استهدفها. |                    |
| أحمد الصوص                 | جنين               | هاجمت إسرائيل عبر الطيران الحربي المسيّر سيارة كانت تقلُّ 4 مقاومين فقتلتهم جميعًا بعدما تدمَّرت السيارة بالكامل جرّاء الصاروخ العنيف الذي استهدفها. |                    |
| محمد أبو زميرو             | جنين               | هاجمت إسرائيل عبر الطيران الحربي المسيّر سيارة كانت تقلُّ 4 مقاومين فقتلتهم جميعًا بعدما تدمَّرت السيارة بالكامل جرّاء الصاروخ العنيف الذي استهدفها. |                    |
| أحمد حسين يعقوب            | جنين               | هاجمت إسرائيل عبر الطيران الحربي المسيّر سيارة كانت تقلُّ 4 مقاومين فقتلتهم جميعًا بعدما تدمَّرت السيارة بالكامل جرّاء الصاروخ العنيف الذي استهدفها. |                    |
| عايد أبو الهيجا            | مخيم نور شمس       | قتلت إسرائيل الفلسطيني عايد خلال حصارها المطبق على مخيم نور شمس في طولكرم. عايد لم يكن منخرطًا في صفوف فصائل المقاومة بل هو شخصٌ من ذوي الاحتياجات الخاصّة أساسًا، ولم يُشكّل أي تهديدٍ على القوات الإسرائيلية المحتلَّة ومع ذلك فقد قتلته مثلما قتلت عشرات الفلسطينيين غيره خلال نفس العمليّة.                                                          |                    |
| محمد إبراهيم توفيق عابد    | كفردان             | أقدمت إسرائيل على اغتيالِ الشاب محمّد عابد بالرصاص الحيّ في بلدة كفردان غرب جنين وهو أسير محرَّر نعته كتائب القسّام في بيانٍ لاحق. |                    |
| فراس تركمان                | جنين               | أُصيب فراس برصاص جيش الاحتلال خلال الاقتحام المستمر لمدينة جنين، ثم فارقَ الحياة خلال ساعات متأثرًا بالجروح الحرجة. |                    |
| 29 أغسطس 2024 (5)          |                    | |                    |
| محمد جابر أبو شجاع         | مخيم نور شمس       | حاول أبو شجاع فجر 29 آب/أغسطس رفقة مجموعة من المقاومين الآخرين التصدي للقوات الإسرائيلية المتوغلّة داخل مخيّم نور شمس ثم اندلعت اشتباكاتٌ عنيفة بالرصاص داخل مسجدٍ في المخيم وهناك اغتيلَ على يدِ وحدات خاصّة إلى جانب 4 من رفاقه وقد احتجزَ الاحتلال جثامينهم.                                                                                        |                    |
| مجد داود                   | مخيم نور شمس       | حاول أبو شجاع فجر 29 آب/أغسطس رفقة مجموعة من المقاومين الآخرين التصدي للقوات الإسرائيلية المتوغلّة داخل مخيّم نور شمس ثم اندلعت اشتباكاتٌ عنيفة بالرصاص داخل مسجدٍ في المخيم وهناك اغتيلَ على يدِ وحدات خاصّة إلى جانب 4 من رفاقه وقد احتجزَ الاحتلال جثامينهم.                                                                                        |                    |
| حمود العوفي                | مخيم نور شمس       | حاول أبو شجاع فجر 29 آب/أغسطس رفقة مجموعة من المقاومين الآخرين التصدي للقوات الإسرائيلية المتوغلّة داخل مخيّم نور شمس ثم اندلعت اشتباكاتٌ عنيفة بالرصاص داخل مسجدٍ في المخيم وهناك اغتيلَ على يدِ وحدات خاصّة إلى جانب 4 من رفاقه وقد احتجزَ الاحتلال جثامينهم.                                                                                        |                    |
| محمد توفيق عوفي            | مخيم نور شمس       | حاول أبو شجاع فجر 29 آب/أغسطس رفقة مجموعة من المقاومين الآخرين التصدي للقوات الإسرائيلية المتوغلّة داخل مخيّم نور شمس ثم اندلعت اشتباكاتٌ عنيفة بالرصاص داخل مسجدٍ في المخيم وهناك اغتيلَ على يدِ وحدات خاصّة إلى جانب 4 من رفاقه وقد احتجزَ الاحتلال جثامينهم.                                                                                        |                    |
| مجهول                      | مخيم نور شمس       | حاول أبو شجاع فجر 29 آب/أغسطس رفقة مجموعة من المقاومين الآخرين التصدي للقوات الإسرائيلية المتوغلّة داخل مخيّم نور شمس ثم اندلعت اشتباكاتٌ عنيفة بالرصاص داخل مسجدٍ في المخيم وهناك اغتيلَ على يدِ وحدات خاصّة إلى جانب 4 من رفاقه وقد احتجزَ الاحتلال جثامينهم.                                                                                        |                    |
| 30 أغسطس 2024 (4)          |                    | |                    |
| وسام خازم                  | الزبابدة           | اغتالت إسرائيل ثلاث مقاومين فلسطينيين في بلدة الزبابدة جنوب جنين وذلك خلال اشتباكٍ مسلّح، أعقبه قصفٌ جويّ على المقاومين المشتبكين مع القوات الخاصّة على الأرض. قُتل خلال هذه الغارة وسام خازم الذي تقولُ إسرائيل إنه قائد حماس في جنين، بالإضافة لعرفات عامر القيادي الميداني في سرايا القدس، ثم مسيرة مشارقة القيادي الميداني في كتائب شهداء الأقصى. |                    |
| ميسرة مشارقة               | الزبابدة           | اغتالت إسرائيل ثلاث مقاومين فلسطينيين في بلدة الزبابدة جنوب جنين وذلك خلال اشتباكٍ مسلّح، أعقبه قصفٌ جويّ على المقاومين المشتبكين مع القوات الخاصّة على الأرض. قُتل خلال هذه الغارة وسام خازم الذي تقولُ إسرائيل إنه قائد حماس في جنين، بالإضافة لعرفات عامر القيادي الميداني في سرايا القدس، ثم مسيرة مشارقة القيادي الميداني في كتائب شهداء الأقصى. |                    |
| عرفات العامر               | الزبابدة           | اغتالت إسرائيل ثلاث مقاومين فلسطينيين في بلدة الزبابدة جنوب جنين وذلك خلال اشتباكٍ مسلّح، أعقبه قصفٌ جويّ على المقاومين المشتبكين مع القوات الخاصّة على الأرض. قُتل خلال هذه الغارة وسام خازم الذي تقولُ إسرائيل إنه قائد حماس في جنين، بالإضافة لعرفات عامر القيادي الميداني في سرايا القدس، ثم مسيرة مشارقة القيادي الميداني في كتائب شهداء الأقصى. |                    |
| توفيق أحمد قنديل           | جنين               | استهدف قناصة إسرائيليون المسّن الفلسطيني توفيق قنديل (82 سنة) فأصابوه إصابات خطيرة بالرصاص الحيّ خلال تحركّه في أحد شوارع المدينة، ثم منعوا سيارات الإسعاف من الوصول له حتى فارقَ الحياة. |                    |
| 31 أغسطس 2024 (6)          |                    | |                    |
| محمد حربوش                 | جنين               | نفّذ محمد حربوش (من القسّام) رفقة زميله المقاوم أمجد (من السرايا) عملية نوعيّة داخل حيّ الدمج في مدينة جنين، حيث دخلا في اشتباكٍ مسلّحٍ من مسافة الصفر مع مجموعة من الجنود الإسرائيليين المشاة فقتلا رقيبًا أول ثم أصابَا ضابطًا بجروح خطيرة قبل أن يتمكّن الجنود وباقي فرد الإسناد من قتلهما.                                                            |                    |
| أمجد القنيري               | جنين               | نفّذ محمد حربوش (من القسّام) رفقة زميله المقاوم أمجد (من السرايا) عملية نوعيّة داخل حيّ الدمج في مدينة جنين، حيث دخلا في اشتباكٍ مسلّحٍ من مسافة الصفر مع مجموعة من الجنود الإسرائيليين المشاة فقتلا رقيبًا أول ثم أصابَا ضابطًا بجروح خطيرة قبل أن يتمكّن الجنود وباقي فرد الإسناد من قتلهما.                                                            |                    |
| –                          | –                  | – |                    |
| –                          | –                  | – |                    |
| –                          | –                  | – |                    |
| –                          | –                  | – |                    |
| 01 سبتمبر 2024 (2)         |                    | |                    |
| محمّد حمو                   | كفردان             | اغتالت إسرائيل مّحمد حمو وابن عمّه عبود (الاثنان من بلدة اليامون) وذلك بعد استهدافهما على مدخل بلدة كفردان أثناء توجههما إلى مدينة جنين لتوزيع الخبز نتيجة شح المواد الغذائية إثر الحصار الإسرائيلي المطبق لكامل مدينة جنين. |                    |
| عبود حمو                   | كفردان             | اغتالت إسرائيل مّحمد حمو وابن عمّه عبود (الاثنان من بلدة اليامون) وذلك بعد استهدافهما على مدخل بلدة كفردان أثناء توجههما إلى مدينة جنين لتوزيع الخبز نتيجة شح المواد الغذائية إثر الحصار الإسرائيلي المطبق لكامل مدينة جنين. |                    |
| ليث مروان شواهنة           | سيلة الحارثية      | شنّت إسرائيل في وقتٍ متأخر من فاتح سبتمبر غارة جويّة على بلدة سيلة الحارثية ضمن قضاء مدينة جنين فقتلت المقاوِم ليث مروان شواهنة فيما جرحت آخرين. |                    |
| 02 سبتمبر 2024 (1)         |                    | |                    |
| أيمن عابد                  | كفردان             | أيمن عابد هو والد أسيرَين مسجونين في السجون الإسرائيليّة، أما ابنه الثالث فهو مقاومٌ ناشطٌ في فصائل المقاومة في الضفّة. اعتقلت قوات الاحتلال أيمن في وقتٍ ما خلال عمليّتها العسكريّة داخل مخيمات الشمال وكل ذلك للضعط على ابنه لتسليم نفسه. تعرّض الرجل للتعذيبِ على يد الإسرائيليين وجرى الاعتداء عليه حتى الموت.                                       |                    |
| 03 سبتمبر 2024 (4)         |                    | |                    |
| محمد كنعان                 | مخيم طولكرم        | اغتالَ قنّاص إسرائيلي الفتى محمد كنعان في مخيم طولكرم فجرًا كما أصابَ والده برصاصةٍ في البطن ثم نجى من الموت بعد دخول العناية المركّزة. |                    |
| لجين أسامة عبد الرؤوف مصلح | كفردان             | اغتالت إسرائيل الطفلة لجين أسامة عبد الرؤوف مصلح (16 سنة) برصاصةٍ في الرأس في بلدة كفردان غرب جنين. لجين هي أول أنثى تغتالها إسرائيل خلال عمليتها العسكريّة، وقد تعمّد القناص الإسرائيلي قتْلها بحسب والدتها حيث كانت في شباك المنزل الداخلي تُشاهد ما يحصل ومع ذلك فقد جرى استهدافها بشكل مباشر.                                                   |                    |
| رامي عبّاس                  | ذنابة              | حاصرت قوات خاصّة إسرائيلية المقاومان رامي عباس ونور الزايط في منزلٍ بضاحية ذنابة شرق طولكرم. رفض الاثنان تسليم نفسهما وخاضا اشتباكاتٍ عنيفة بالرصاص إلى أن قُتلا داخل المنزل ثم اختطفت إسرائيل جثماني الرجلين. |                    |
| نور الزايط                 | ذنابة              | حاصرت قوات خاصّة إسرائيلية المقاومان رامي عباس ونور الزايط في منزلٍ بضاحية ذنابة شرق طولكرم. رفض الاثنان تسليم نفسهما وخاضا اشتباكاتٍ عنيفة بالرصاص إلى أن قُتلا داخل المنزل ثم اختطفت إسرائيل جثماني الرجلين. |                    |

إسرائيل
| الاسم              | مكان الاغتيال     | معلومات إضافيّة |
| 30 أغسطس 2024 (1)  | 30 أغسطس 2024 (1) | 30 أغسطس 2024 (1) |
| ------------------ | ----------------- | --- |
| مجهول              | جنين              | أعلنت كتائب القسّام يوم 30 آب/أغسطس 2024 نجاح مقاوميها في قتل جندي إسرائيلي وإصابة آخر عبر عبوة ناسفة شديدة الانفجار، لكنّ الجيش الإسرائيلي التزم الصمت حيال الموضوع ولم يؤكّد أو ينفي صحّة الخبر كما لم ينشر أيّ بيانٍ حول الموضوع. شهد هذا اليوم اشتباكات ضارية بين المقاومين وجنود الاحتلال وخاصّة في جنين طولكرم حيث شهدت المدينتان تفجير عددٍ من العبوات الناسفة بآليات الجيش. |
| 31 أغسطس 2024 (1)  | جنين              | |
| ألكانا نافون       | جنين              | نفذ المقاومان محمد حربوش وأمجد القنيري عمليّة نوعية داخل حيّ الدمج في مدينة جنين حيث اشتبكا بالرصاص من مسافة الصفر مع قوّة إسرائيليّة فقتلا الرقيب أول ألكانا نافون وهو قائد فرقة في الكتيبة 906 في لواء بيسلماخ وأصابا ضابطًا آخر. |
| 01 سبتمبر 2024 (3) |                   | |
| هداس بركز          | الخليل            | اغتال المقاوم الفلسطيني مهنّد العسود ثلاث عناصر من الجيش الإسرائيلي والشرطة وذلك بعدما اعترض سيّارتهما على مقربةٍ من مدينة الخليل في الساعات الأولى من يوم الثالث من سبتمبر. استهدفت هذه العمليّة مجموعة الجنود في محافظة الخليل ردًا بحسبِ القسّام على الاغتيالات والاعتداءات في محافظات الشمال.                                                                                  |
| روني شكوري         | الخليل            | اغتال المقاوم الفلسطيني مهنّد العسود ثلاث عناصر من الجيش الإسرائيلي والشرطة وذلك بعدما اعترض سيّارتهما على مقربةٍ من مدينة الخليل في الساعات الأولى من يوم الثالث من سبتمبر. استهدفت هذه العمليّة مجموعة الجنود في محافظة الخليل ردًا بحسبِ القسّام على الاغتيالات والاعتداءات في محافظات الشمال.                                                                                  |
| أريك بن إلياهو     | الخليل            | اغتال المقاوم الفلسطيني مهنّد العسود ثلاث عناصر من الجيش الإسرائيلي والشرطة وذلك بعدما اعترض سيّارتهما على مقربةٍ من مدينة الخليل في الساعات الأولى من يوم الثالث من سبتمبر. استهدفت هذه العمليّة مجموعة الجنود في محافظة الخليل ردًا بحسبِ القسّام على الاغتيالات والاعتداءات في محافظات الشمال.                                                                                  |

## ردود الفعل

### فلسطينيًا
اعتبرت حركة المقاومة الإسلاميّة (حماس) التي تخوضُ حربًا شاملة في غزّة العملية العسكرية التي أطلقها الاحتلال في الضفة المحتلَّة «محاولةً لتنفيذ مخططات حكومة المتطرفين الصهاينة» كما وصفتها داعيةً «الشعب الفلسطيني والمقاومين والشباب الثائر للنفير وتصعيد كل أشكال المقاومة والتصدي للاحتلال ومستوطنيه». الحركة كانت صريحة في بيانها لمَّا هاجمت المجتمع الدولي قائلةً إنّ «استمرار الاحتلال الفاشي في حملة الإبادة في غزة وتصعيد انتهاكاته بالضفة» هي نتيجةٌ طبيعيةٌ للصمت الدولي المريب في ظلِّ الدعم السياسي والعسكري المطلَق الذي تحظى به إسرائيل من الإدارة الأمريكية وعواصم غربية أخرى.
أشادت الجبهة الشعبية لتحرير فلسطين بالشعبِ الفلسطيني وقالت إنّه يُواجه عدوانًا وحشيًا في الضفة بمزيدٍ من المقاومة، انتقدت الجبهة في بيانها السلطة الفلسطينية وحمّلتها واجبات الدفاع عن الشعب مقترحةً خطة تقضب بوقف التنسيق الأمني مع المحتلّ أولًا ثم تشكيل قيادة وطنية موحدة ولجان طوارئ محلية ووطنية. قطعَ الرئيس محمود عباس (يحكم منذ 2005) بحسبِ وكالة الأنباء الفلسطينية زيارته للسعودية عائدًا للوطن لمتابعة المستجدات، ونشرت الرئاسة الفلسطينية بيانًا قالت فيه إنّ العدوان على الضفة تصعيدٌ خطيرٌ وعلى العالم التحرك الفوري للجم حكومة نتنياهو. ودعا الأمين العام للأمم المتحدة أنطونيو غوتيريش إسرائيل إلى إنهاء عملياتها في الضفة الغربية.